# Podlesie (Leżajsk)
Pour les articles homonymes, voir Podlesie.
Podlesie est une localité polonaise de la gmina de Grodzisko Dolne, située dans le powiat de Leżajsk en voïvodie des Basses-Carpates.